# Gzira United

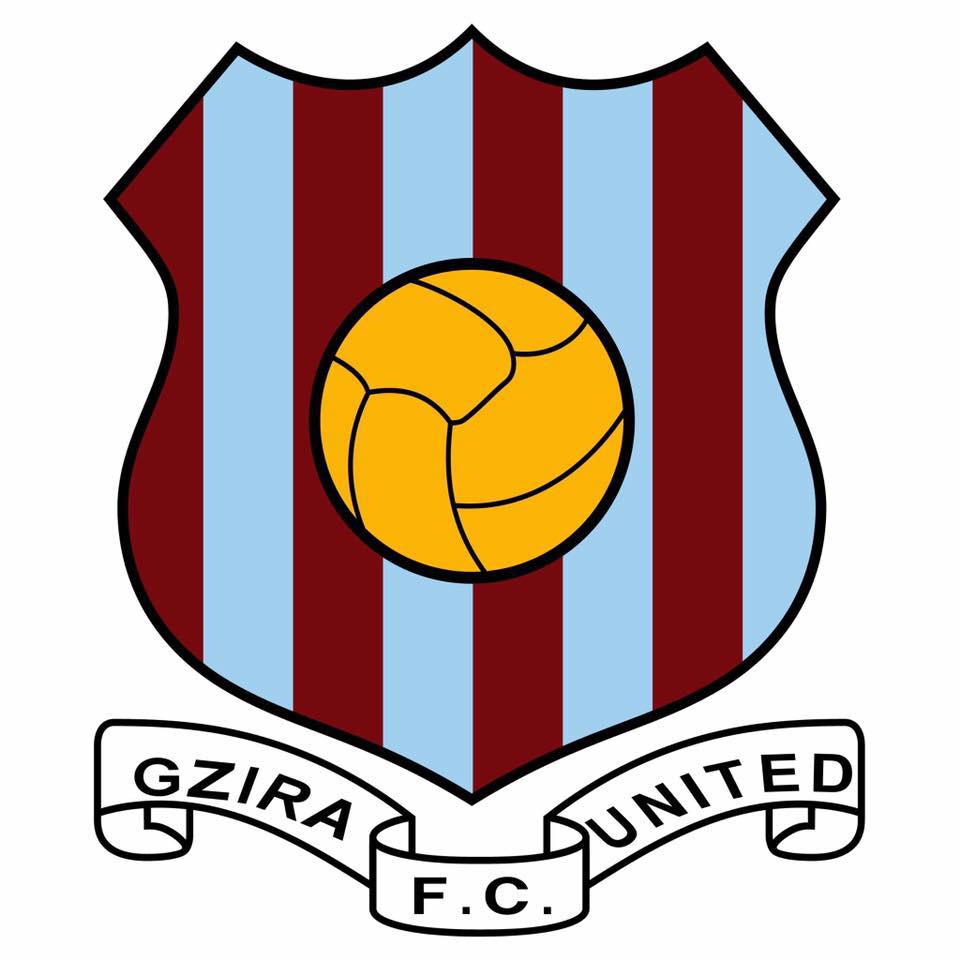

Gzira United is een Maltese voetbalclub uit Gżira. De club werd in 1948 opgericht en speelt thuiswedstrijden in het nationale voetbalstadion Ta'Qali, zoals vele andere clubs uit Malta.
De club promoveerde in 1964 voor het eerst naar de hoogste klasse en werd daar 6de op 7 clubs en degradeerde terug. In 1968 keerde de club terug en kon nu standhouden en in 1971 werd de 3de plaats bereikt. Twee jaar later won Gzira de beker en mocht zo Europees voetbal spelen, het Noorse SK Brann maakte echter brandhout van de club. In 1975 degradeerde de club en keerde eenmalig terug voor het seizoen 1981/82. Daarna kon de club niet meer terugkeren. Na de eeuwwisseling zakte de club verder weg naar de 3de klasse en maakte enkel in 2004 kans op promotie. In 2006 degradeerde de club zelfs naar de 4de klasse.
In 2016 promoveerde Gzira naar het hoogste niveau en speelde in 2018/19 weer in de Europa League. Een seizoen later schakelde het zelfs Hajduk Split in de eerste kwalificatieronde uit. Na een 0-2 thuisnederlaag gingen de Maltezers, op basis van meer uit gescoorde doelpunten, via 3-1 winst in Kroatië door naar de volgende ronde.

## Erelijst
- Beker van Malta

Winnaar: 1973

## Gzira United in Europa
#Q = #kwalificatieronde, #R = #ronde, T/U = Thuis/Uit, W = Wedstrijd, PUC = punten UEFA coëfficiënten .
Uitslagen vanuit gezichtspunt Gzira United
| Seizoen                                                    | Competitie        | Ronde | Land                   | Club                    | Totaalscore    | 1e W    | 2e W       | PUC |
| ---------------------------------------------------------- | ----------------- | ----- | ---------------------- | ----------------------- | -------------- | ------- | ---------- | --- |
| 1973/74                                                    | Europacup II      | 1R    | Vlag van Noorwegen     | SK Brann Bergen         | 0-9            | 0-2 (T) | 0-7 (U)    | 0.0 |
| 2018/19                                                    | Europa League     | 1Q    | Vlag van Andorra       | UE Sant Julià           | 4-1            | 2-0 (U) | 2-1 (T)    | 2.0 |
|                                                            |                   | 2Q    | Vlag van Servië        | Radnički Niš            | 0-5            | 0-4 (U) | 0-1 (T)    | 2.0 |
| 2019/20                                                    | Europa League     | 1Q    | Vlag van Kroatië       | Hajduk Split            | 3-3 u          | 0-2 (T) | 3-1 (U)    | 1.5 |
|                                                            |                   |       | Vlag van Letland       | FK Ventspils            | 2-6            | 0-4 (U) | 2-2 (T)    | 1.5 |
| 2021/22                                                    | Conference League | 1Q    | Vlag van Andorra       | UE Sant Julià           | 1-1 (5-3 ns)   | 0-0 (U) | 1-1 nv (T) | 1.0 |
|                                                            |                   | 2Q    | Vlag van Kroatië       | HNK Rijeka              | 0-3            | 0-2 (T) | 0-1 (U)    | 1.0 |
| 2022/23                                                    | Conference League | 1Q    | Vlag van Andorra       | Atlètic Club d'Escaldes | 2-1            | 1-1 (T) | 1-0 nv (U) | 3.0 |
|                                                            |                   | 2Q    | Vlag van Servië        | FK Radnički Niš         | 5–5 (3-1 ns)   | 2-2 (T) | 3-3 nv (U) | 3.0 |
|                                                            |                   | 3Q    | Vlag van Oostenrijk    | Wolfsberger AC          | 0-4            | 0-0 (U) | 0-4 (T)    | 3.0 |
| 2023/24                                                    | Conference League | 1Q    | Vlag van Noord-Ierland | Glentoran FC            | 3-3 (14-13 ns) | 2-2 (T) | 1-1 nv (U) | 2.0 |
|                                                            |                   | 2Q    | Vlag van Luxemburg     | F91 Dudelange           | 3-2            | 2-0 (T) | 1-2 (U)    | 2.0 |
|                                                            |                   | 3Q    | Vlag van Tsjechië      | FC Viktoria Pilsen      | 0-6            | 0-4 (U) | 0-2 (T)    | 2.0 |
| Totaal aantal behaalde punten voor UEFA coëfficiënten: 9.5 |                   |       |                        |                         |                |         |            |     |

Zie ook
- Deelnemers UEFA-toernooien Malta
- Ranglijst van alle clubs die in de diverse Europa Cups zijn uitgekomen

Balzan · 
Birkirkara · 
Floriana · 
Gzira United · 
Ħamrun Spartans · 
Hibernians · 
Marsaxlokk ·
Melita FC ·
Mosta · 
Naxxar Lions ·
Sliema Wanderers ·
Żabbar St. Patrick FC